# Doina Ignat
Doina Ignat, romunska veslačica, * 20. december 1968, Rădăuţi-Prut, Botoşani.
Ignatova je za Romunijo nastopila na petih Olimpijadah in je skupaj osvojila šest olimpijskih medalj.